# Peristicta forceps
Peristicta forceps – gatunek ważki z rodziny łątkowatych (Coenagrionidae). Występuje w Ameryce Południowej – w dorzeczu Parany w północno-wschodniej Argentynie, prawdopodobnie także w południowej Brazylii i Urugwaju.